# Polydore De Visch
Polydore De Visch, né le 16 mars 1878 à Gand et décédé le 12 août 1930 à Uccle fut un sénateur socialiste belge.
De Visch fut tourneur. Il fut élu conseiller communal de Ledeberg (1904 - 1930), échevin (1913 - 1921) et bourgmestre (1921 - 1926); sénateur élu de l'arrondissement de Gand-Eeklo  (1921 - 1929).

## Sources
- Bio sur ODIS